# أول بيرك
أول بيرك (بالنرويجية البوكمول: Ole Bjerke)‏ هو لاعب رماية نرويجي، ولد في 13 أبريل 1881 في Åsnes ‏ في النرويج، وتوفي في 15 أبريل 1959.

## وصلات خارجية
- أول بيرك على موقع الاتحاد الدولي (الإنجليزية)
- أول بيرك على موقع اللجنة الأولمبية الدولية (الإنجليزية)
- أول بيرك على موقع أوليمبيديا (الإنجليزية)